# Dasyatis gigantea
Dasyatis gigantea  (лат.) — малоизученный вид рода хвостоколов из семейства хвостоко́ловых отряда хвостоколообразных надотряда скатов. Известен всего по двум особям. Эти рыбы обитают в умеренных водах северо-западной части Тихого океана. Максимальная зарегистрированная ширина диска 178 см. Грудные плавники этих скатов срастаются с головой, образуя ромбовидный диск, ширина которого превышает длину. Рыло вытянутое и заострённое. Хвост короткий и притуплённый (вероятно, вследствие травмы). Позади шипа на хвостовом стебле вентрально расположен нижний киль. Подобно прочим хвостоколообразным Dasyatis gigantea размножаются яйцеживорождением. Эмбрионы развиваются в утробе матери, питаясь желтком и гистотрофом. Не являются объектом целевого промысла. 

## Таксономия и филогенез
Впервые Dasyatis gigantea был научно описан в 1930 году советским ихтиологом Георгием Устиновичем Линдбергом как Urolophoides giganteus. Учёный отнёс его к самостоятельному роду Urolophoides из-за сходства (короткий хвост) с уролофами. Позднее он был признан синонимом рода хвостоколов. В 1999 году валидность вида была поставлена под сомнение, есть вероятность, что это младший синоним дальневосточного хвостокола. Для определения таксономического статуса необходимы дополнительные материалы и исследования.

## Ареал и места обитания
Оба известных до настоящего времени экземпляра Dasyatis gigantea были пойманы в заливе Петра Великого у берегов Владивостока.

## Описание
Грудные плавники этих скатов срастаются с головой, образуя ромбовидный плоский диск, ширина которого намного превышает длину. Голова короткая, рыло вытянутое и выступающее, его длина составляет до 1/5 ширины диска. Позади мелких глаз расположены брызгальца, которые превышают их по размеру. На вентральной поверхности диска расположены 5 жаберных щелей, рот и ноздри. Между ноздрями пролегает лоскут кожи с бахромчатым нижним краем. Зубы выстроены в шахматном порядке и образуют плоскую поверхность. Брюшные плавники выступают из-под диска . Хвост короче диска, кончик тупой, а на сужающийся, как у прочих хвостоколов. Возможно такой строение хвоста обусловлено травмой конкретных особей и не характерно для вида. На дорсальной поверхности у основания  хвостового стебля расположены 2 зазубренных толстых шипа, соединённый протоками с ядовитой железой. Позади них имеется вентральная кожная складка/ Кожа в целом гладкая, за исключением задней части диска, брюшных плавников  и основания хвоста, покрытых мелкой чешуёй. Максимальная зарегистрированная длина составляет 2,3 м, а ширина диска 1,8 .  

## Взаимодействие с человеком
Dasyatis gigantea не являются объектом целевого лова. Данных для оценки Международным союзом охраны природы статуса сохранности вида недостаточно. 